# 朴正杓
朴正杓（韓語：박정표；1980年5月8日—），另譯作朴正表，是一位韓國男演員。

## 演出作品

### 電視劇
- 2014年：KBS2《家人之間》飾演 南秘書
- 2019年：JTBC《浪漫的體質》飾演 朴正表（EP3、4）
- 2020年：tvN《謗法》飾演 驗屍官（EP2）
- 2020年：KBS2《出師表》飾演 設計組科長（EP1）
- 2020年：tvN《秘密森林2》飾演 鄭獄警（EP5）
- 2020年：tvN《日與夜》飾演 公日道（年輕）
- 2021年：MBC《黑色太陽》飾演 裴鍾秀（EP6、7）
- 2021年：Netflix《地獄公使》飾演 洪恩表（EP1～3）[4]
- 2022年：tvN《二十五，二十一》飾演 白易辰的舅舅（EP5）
- 2022年：Disney+《第六感之吻》飾演 製宇企劃組長
- 2022年：KBS2《說出你的願望》飾演 具社工
- 2022年：KBS2《Drama Special－放縱》飾演 崔泰弼
- 2023年：SBS《權貴復仇》飾演 李宇珍
- 2023年：JTBC《離婚律師申晟瀚》飾演 姜熹攝
- 2024年：tvN《淚之女王》飾演 春植
- 2024年：JTBC《雖然不是英雄》飾演 鄭班長
- 2024年：SBS《聯結》飾演 劉景煥
- 2024年：Netflix《政壇旋風》飾演 張賢率
- 2024年：Disney+《照明商店》飾演 姜炳鎮[5]
- 2025年：tvN《牽牛和仙女》飾演 楊柱燮[6]
- 2025年：JTBC《夢想成為律師的律師們》飾演 高泰燮[7]

### 電影
- 2008年：《廣播歲月》飾演 黨員
- 2010年：《不當交易》飾演 哲基妹夫的朋友
- 2012年：《兩場婚禮和一葬禮》飾演 Tina
- 2012年：《嫌疑犯X》飾演 急診室醫生
- 2013年：《老年化家族》飾演 網咖員工
- 2015年：《上班女郎》飾演 別墅工
- 2015年：《導演剪輯版》飾演 姜海
- 2016年：《大演員》飾演 助理導演
- 2017年：《兄弟》飾演 朴氏
- 2018年：《大叔花店》飾演 達摩
- 2019年：《雞不可失》飾演 釜山總店組織成員
- 2020年：《政客誠實中》飾演 巫師
- 2022年：《杜蘭朵:黑暗王國》飾演 邦
- 2023年：《闇黑對決》飾演 金光斗
- 2023年：《Dream：夢想代表隊》飾演 後援企業宣傳科長
- 2023年：《按讚、 訂閱、 開啟小鈴鐺》飾演 正表
- 2023年：《12.12：首爾之春》飾演 幸州大橋哨所長
- 2024年：《超完美暗殺隊》飾演 船長急救隊員
- 2025年：《沒有天堂》飾演 雙胞胎兄弟

### 音樂劇
- 2005年：《地鐵1號線／지하철 1호선》
- 2007年：《尋找金鐘旭／김종욱 찾기》
- 2007年：《印塘水愛情歌／인당수 사랑가》
- 2008年：《時間-大邱國際音樂劇節／시간에-대구국제뮤지컬페스티벌》
- 2008－12年：《洗衣／빨래》
- 2008年：《敏子小姐的黃金時代／민자씨의 황금시대》
- 2009年：《尋找金鐘旭／김종욱 찾기》
- 2009年：《On Air 第三季／온에어 시즌3》
- 2009年：《婚禮歌手／웨딩싱어》
- 2010－11年：《Skelidoo／스켈리두》
- 2012年：《愛上了那傢伙／그자식 사랑했네》
- 2012年：《三好學生／모범생들》
- 2012年：《如月疑雲／키사라기 미키짱》[8]
- 2012－13年：《印塘水愛情歌／인당수 사랑가》
- 2012年：《深夜食堂／심야식당》
- 2013－20年：《那些日子／그날들》
- 2013年：《壞磁鐵／나쁜자석》
- 2013年：《座位秀／자리주쇼》
- 2014年：《咫尺．極光／올모스트 메인》
- 2014年：《洗衣／빨래》
- 2015年：《52blue》
- 2015年：《我和爺爺／나와 할아버지》[9]
- 2015年：《三好學生／모범생들》
- 2015－16年：《蔬菜店的小夥子／총각네 야채가게》[10]
- 2016年：《盧奇秀／로기수》
- 2016年：《長壽商會／장수상회》
- 2016年：《崔恩錫演唱會／최은석 콘서트》
- 2016年：《京城特赦／경성특사》
- 2017年：《星期一Showcase-報道指南／월요쇼케이스-보도지침》
- 2017年：《今天首次製作的音樂劇／오늘 처음 만드는 뮤지컬》
- 2017－22年：《粉絲信／팬레터》
- 2018年：《單槍匹馬的男人／홀연했던 사나이》
- 2018年：《星期一N演唱會／월요일 N콘서트》
- 2023年：《那些日子／그날들》

## 外部連結
- 朴正杓的Instagram帳戶
- 朴正杓在NAVER上的资料
- 朴正杓在Daum上的资料
- 朴正杓在韩国电影数据库（KMDb）上的資料（韓語）